# Neerrepen
Neerrepen is een dorp in de Belgische provincie Limburg en een deelgemeente van Tongeren-Borgloon, het was een zelfstandige gemeente tot aan de gemeentelijke herindeling van 1972.

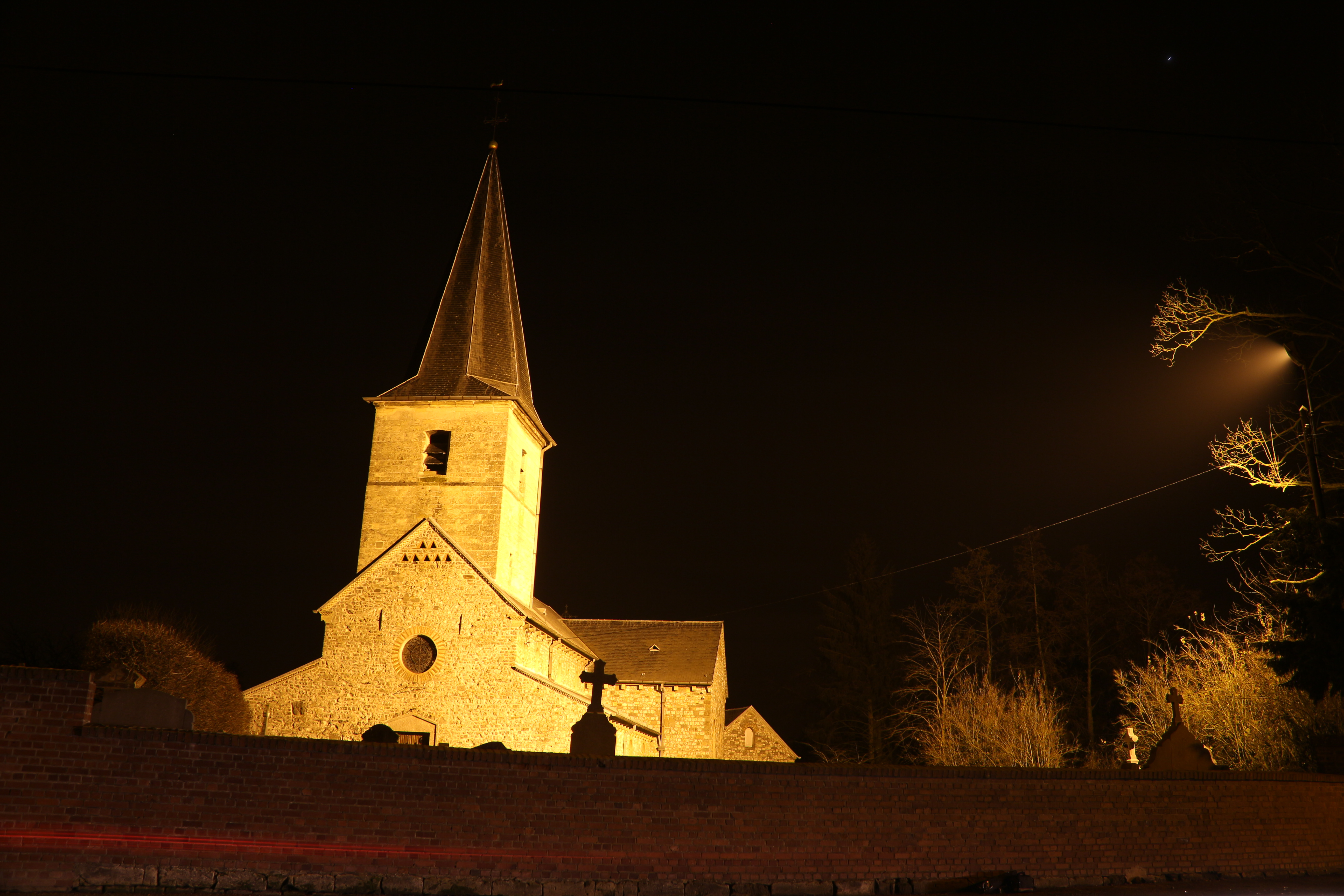
De Sint-Ludgeruskerk

## Etymologie
De eerste vermelding van Repen is uit 1067, als Repes. Dit zou betrekking hebben op een strook land.

## Geschiedenis
In deze streek was in de Romeinse tijd al bewoning, en de heerbaan van Tongeren naar Hasselt en verder liep door dit gebied. Er werden sporen van een centuratio aangetroffen.
Neerrepen was oorspronkelijk een allodium, dat in 1153 verkocht werd aan Hendrik van Leyen, die prins-bisschop was van Luik. Het werd in leen gegeven aan achtereenvolgens de families De Repen (14e eeuw), Smael de Broesberg (1473), Van den Bosch de Reepen (1487), d'Orjo (1668) en De Rosen (1692). Dezen zetelden in het Kasteel van Neerrepen. Zij bezigden weliswaar de titel van heer, doch bezaten nimmer de volledige heerlijke rechten.
In 1636 had Neerrepen te lijden onder verwoestingen door Jan van Weert.
Het dorp behoorde gerechtelijk tot de stadsvrijheid van Tongeren. Ook de parochie was onderhorig aan het Onze-Lieve-Vrouwekapittel van Tongeren. Deze parochie was tot in de 16e eeuw aan de Heilige Michael gewijd, daarna aan de Heilige Ludgerus.
Neerrepen was tot 1971 een zelfstandige gemeente, in 1972 werd het een deelgemeente van Tongeren.
In 1999 brandde de pastorie af.

## Demografische ontwikkeling
- Bronnen:NIS, Opm:1831 tot en met 1970=volkstellingen

## Bezienswaardigheden
- In Neerrepen is de Sint-Ludgeruskerk een beschermd monument, (in oorsprong romaans) met koor uit de 18de eeuw.
- Het Kasteel van Neerrepen bestaat uit een toren en een classicistisch woonhuis en is gebouwd in 1592. Op de toren van het kasteel is het wapenschild van Lambert van Repen te vinden, hij is de vermoedelijke bouwheer van het kasteel.
- Kasteel van Rooi

## Natuur en landschap
Neerrepen ligt in vochtig-Haspengouw op een hoogte van 67 tot 110 meter. De Lerebeek of Winterbeek loopt langs het dorp in noordwestelijke richting om bij Guigoven in de Mombeek uit te monden. Vanuit het beekdal leiden holle wegen naar het plateau. Daar wordt de landbouw (graan, grasland) en de fruitteelt bedreven.
De kastelen, gelegen in de Leerbeekvallei, worden omringd door parkaanleg.

## Nabijgelegen kernen
Overrepen, Vliermaal, Riksingen